# Biografía de Juan Sebastián del Cano
Biografía de Juan Sebastián del Cano es una obra escrita por Ladislao de Velasco, publicada por primera vez en la imprenta de Juan Eustaquio Delmas en Bilbao en 1860. Repasa la vida de Juan Sebastián Elcano, marino español que completó la primera circunnavegación ininterrumpida del mundo con la expedición de Magallanes-Elcano.

## Descripción
La obra, de apenas veintiséis páginas e impresa en la bilbaína imprenta de Juan Eustaquio Delmas, ofrece retazos biográficos de la vida de Juan Sebastián Elcano, nacido en la localidad guipuzcoana de Guetaria en el siglo XV, e incluye al final una carta remitida por Carlos I de España a Elcano. Velasco se dirige en la introducción del libro a la «muy noble y muy leal provincia de Guipúzcoa» en los siguientes términos:

«Cuando en el año pasado de 1859 la Junta general de esa Provincia acordó levantar una estátua á el célebre marino D. Juan Sebastian del Cano, honra de este solar vascongado, desde luego proyecté escribir su biografía.

Hoy dedico mi humilde trabajo á la Provincia que tuvo la dicha de contarlo entre sus mas esclarecidos hijos, rogando á V. S. se sirva acoger esta débil mueestra, como un testimonio de la entusiasta memoria que su nombre despierta entre todos los que nacímos en este suelo»
Ladislao de Velasco, en la introducción a la obra